# Miguel Romero Pérez
Miguel Romero Pérez (1 de diciembre de 1949) es un militar, teniente general del ejército del Aire de España, desde marzo de 2011, jefe de Mando de Personal del mismo.

## Carrera militar
Ha estado destinado en el Ala 31, en el Estado Mayor del Ejército del Aire y en el Cuartel General del Mando Aéreo de Levante. En 2004 fue nombrado subdirector de Gestión de Personal de la Dirección de Personal del Mando de Personal y, posteriormente, jefe del Órgano Auxiliar de la Jefatura del Mando del Apoyo Logístico. De 2008 a 2011 fue director del Centro de Inteligencia de las Fuerzas Armadas, donde fue cesado dentro de un proceso de reordenación de los servicios de inteligencia del ejército y de sus funciones.